# Coase-teoremet
Coase-teoremet beskriver den økonomiske effektivitet for en økonomisk allokering under tilstedeværelse af eksternaliteter. Teoremet viser, at når handel i en eksternalitet er mulig og der ikke foreligger nogen transaktionsomkostninger, vil prisforhandling føre til et Pareto-optimalt udfald, altså et effektivt udfald, uafhængigt af den oprindelige allokeringen af ejendomsretten.
Teoremet bliver normalt telskrevet nobelprismodtager i økonomi, Ronald Coase, under hans tid på London School of Economics, SUNY at Buffalo, University of Virginia og University of Chicago. Det blev udviklet mens Coase overvejede regulering af radiofrekvenser.